# جي. ديفيد لو
جي. ديفيد لو (بالإنجليزية: G. David Low)‏ هو رائد فضاء ومهندس أمريكي، ولد في 19 فبراير 1956 في كليفلاند في الولايات المتحدة، وتوفي في 15 مارس 2008 في ريستون في الولايات المتحدة بسبب سرطان القولون.